# Koziegłowy (gmina)
Pour les articles homonymes, voir Koziegłowy.
Koziegłowy est une gmina urbaine-rurale de la voïvodie de Silésie et du powiat de Myszków. Elle s'étend sur 159,16 km2 et comptait 14 420 habitants en 2006. Son siège est la ville de Koziegłowy qui se situe à environ 11 kilomètres à l'ouest de Myszków et à 41 kilomètres au nord de Katowice.

## Villages
Hormis la ville de Koziegłowy, la gmina de Koziegłowy comprend les villages et localités de Cynków, Gliniana Góra, Gniazdów, Koclin, Koziegłówki, Krusin, Lgota Górna, Lgota-Mokrzesz, Lgota-Nadwarcie, Markowice, Miłość, Mysłów, Mzyki, Nowa Kuźnica, Oczko, Osiek, Pińczyce, Postęp, Pustkowie Lgockie, Rosochacz, Rzeniszów, Siedlec Duży, Stara Huta, Winowno, Wojsławice et Zabijak.

## Villes et gminy voisines
La gmina de Koziegłowy est voisine de la ville de Myszków et des gminy de Kamienica Polska, Ożarowice, Poraj, Siewierz et Woźniki.